# Tamara Kazárinova
Tamara Aleksándrovna Kazárinova (en ruso: Тамара Александровна Казаринова; Moscú, Imperio ruso, 26 de juniojul./ 9 de julio de 1906greg. - Moscú, Unión Soviética, 4 de agosto de 1956) fue una piloto de combate soviética y comandante del 586.º Regimiento de Aviación de Cazas durante la Segunda Guerra Mundial hasta que fue destituida y transferida a la Dirección General de Defensa de Aviación de Cazas.

## Biografía

### Infancia y juventud
Tamara Kazárinova nació el 9 de julio de 1906 en Moscú en esa época parte del Imperio ruso. En 1929, se graduó en la Escuela de Teoría Militar de la Fuerza Aérea de Leningrado con excelentes calificaciones y, en 1931, en la Escuela de Pilotos Militares de Kachin. Antes de ingresar en la escuela de vuelo gracias a las recomendaciones del Komsomol, trabajó en una fábrica en Moscú. Como fue la primera mujer cadete en ingresar a la escuela de Leningrado, tuvo que vivir en un apartamento fuera del campus mientras estudiaba. Después de completar un entrenamiento adicional en Kachin, trabajó como instructora de vuelo y ascendió de rango hasta convertirse en comandante de escuadrón en una unidad de aviación de asalto. En 1936, durante el apogeo de la Gran Purga, recibió la Orden de Lenin, una de las condecoraciones soviéticas más importantes y pudo mantener una buena posición en las Fuerzas Aéreas soviéticas durante esos tiempos.

### Segunda Guerra Mundial
A finales de febrero de 1942, poco después de la invasión alemana de la Unión Soviética, Kazárinova fue asignada al 122.º Grupo de Aviación, una unidad especial formada íntegramente por mujeres, al mando de Marina Raskova. Unidad que, realmente, no existía más que sobre el papel, y que en ese momento se estaba formando y entrenando en la Escuela de Aviación Militar de Engels, allí fue asignada como comandante al 586.º Regimiento de Aviación de Cazas.
Las voluntarias asignadas al regimiento esperaban que fuera Yevguenia Prójorova, quien en general era muy querida por sus colegas, la que finalmente se convirtiera en comandante del regimiento: pero Prójorova no era miembro del Partido Comunista y tenía poca experiencia militar previa, razón por la que Kazarinova fue finalmente la elegida. En un primer momento, las integrantes del regimiento tuvieron una grata impresión de su nueva comandante, así la aviadora Nina Ivákina escribió en su diario «Es una mujer amable e inteligente, a todas luces una comandante de férreas convicciones que nos va a enseñar sin lugar a dudas a trabajar en vez de jugar a los soldados».
Cuando Aleksandr Grídnev la conoció dijo de ella que era:

Una mujer aún joven de buen porte, un tanto más baja que la media y algo fornida. Tiene la expresión franca y los ojos hinchados con cierto asomo de tristeza. Su mirada y su actitud en general dejan entrever un espíritu independiente y resuelto. Más de uno preguntó, no sin cierto sarcasmo, si las pilotos iban a necesitar ayuda para manejar un avión de caza, y ella se limitó a mirar a otro lado sin molestarse en responder.

Pero rápidamente terminó teniendo varias disputas con Raskova, lo que generó especulaciones acerca de que su nombramiento como comandante del regimiento había sido el resultado de los manejos de los amigos que tenía en altos cargos, incluido el general Alexander Osipenko, además de por su condición de receptora de la Orden de Lenin. Mientras la tripulación del 586.º Regimiento se entrenaba en el manejo de los cazas Yakovlev Yak-1 en la Escuela de Aviación Militar Engels en Sarátov, Kazarinova estudiaba en un instituto de vuelo en Grozni, donde sufrió una grave lesión en la pierna durante un ataque aéreo que la dejó cojeando y sin poder volar. A pesar de ello, insistió en permanecer como comandante del regimiento y fue al frente cuando éste se desplegó.
El 7 de marzo de 1942, Raskova anunció al regimiento que habían sido destinadas a la defensa aérea de Moscú. El regimiento, sin embargo, no abandonó Engels hasta el 9 de abril de 1942, aunque en su camino a Moscú tuvieron que hacer escala en el aeródromo de Razbóishchina, para sustituir los esquíes del tren de aterrizaje. Debido a la imposibilidad de hallar nuevas ruedas se vieron atrapadas en el campo de aviación cuyas instalaciones dejaban mucho que desear. La pista de aterrizaje era «un lago de aceite y combustible en cuya orilla se oxidaban vehículos abandonados. Había mierda por todas partes, y del techo del comedor caía directamente sobre los platos toda clase de sustancias inefables».
Después de varias semanas de inactividad, las integrantes del regimiento recibieron por fin la orden de ponerse en marcha, aunque en este caso su destino no sería Moscú sino Sarátov, a pesar de que la ciudad contaba con importante instalaciones militares e industriales lo cierto es que se encontraba lejos del frente y hasta entonces no había sufrido ningún bombardero por parte de la aviación alemana. Partieron hacia su nuevo destino el 14 de mayo. Allí permanecieron estacionadas en el aeropuerto de Anísovka, durante este periodo surgió una gran antipatía hacia la comandante del regimiento, Tamara Kazárinova. Varios miembros del regimiento se quejaron a sus superiores sobre su liderazgo, citando su falta de conocimiento de las tácticas de combate combinadas con su incapacidad para volar que la dejaban incapacitada para seguir siendo comandante del regimiento. Las tensiones crecieron en el regimiento entre quienes la consideraban una buena comandante y quienes la detestaban, lo que no ayudó con su frío temperamento. Muchas consideraban que su forzosa inactividad se debía a su comandante quien consideraba que todavía «no estaban listas».

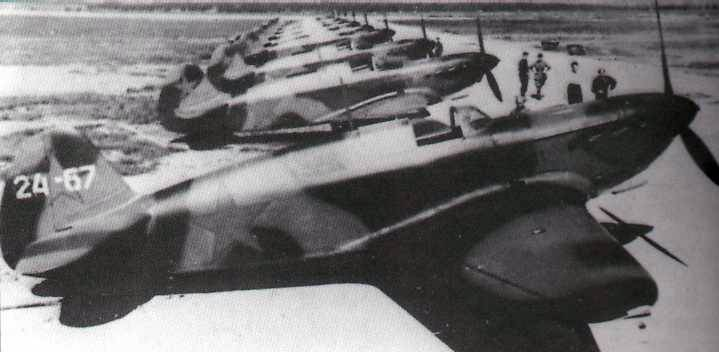
Cazas Yakovlev Yak-1 similares a los que utilizó el regimiento durante la batalla de Stalingrado

A principios de septiembre de 1942, el 8.º Ejército Aéreo, que combatía en la batalla de Stalingrado, solo tenía, en condiciones de combate algo más de 97 aparatos, muchos de los cuales eran modelos I-15 o I-16 ya obsoletos, razón por la cual su comandante, el teniente general Timofei Jriukin, solicitó que se le asignaran todos los aviones Yakovlev Yak-1 que hubiera disponibles en ese momento. Es por eso, que el 1.er escuadrón del 586.º Regimiento de Aviación de Cazas, que tenía ocho nuevos cazas Jak-1, fue transferido al frente de Stalingrado. Sus nuevas órdenes establecían que debían combatir a los aviones de reconocimiento enemigos. Sin embargo, muchas pilotos consideraban que había sido su comandante Kazárinova la que había solicitado el traslado al general Alexander Osipenko, para deshacerse de algunas de las pilotos más críticas con ella. Aleksandr Grídnev, quien algunos meses más tarde la sustituiría al mando del regimiento, escribió en sus memorias que Kazárinova se lo había pedido a Osipenko, con quien tenía una relación de amistad.
El escuadrón, formada por ocho pilotos y sus correspondientes dotaciones de tierra (armeras y mecánicas), fue dividido en dos escuadrillas y enviadas a distintos regimientos en Stalingrado, así una escuadrilla, al mando de Klava Necháieva fue asignada al 434.º Regimiento, mientras que la segunda escuadrilla, al mando de Raisa Beliáieva y formada por María Kuznetsova, Yekaterina Budánova y Lidia Litviak, fue enviada al 437.º Regimiento de Aviación de Cazas. De estas ocho aviadoras, cinco morirían en combate y una sería capturada por los alemanes. El 10 de septiembre, finalmente las aviadoras abandonaron la base aérea de Sarátov y se dirigieron a Stalingrado.

### Destitución
En noviembre de 1942 fue destituida de su puesto por el general Mijaíl Gromadin después de la muerte de Valeria Jomiákova, quien había muerto en un accidente aéreo después de que fuera asignada a una misión de interceptación nocturna, a pesar de que estaba exhausta y se había quedado dormida, solo para ser despertada por su comandante, lo que provocó que Jomiakova se estrellara ya que sus ojos no se habían adaptado a la oscuridad reinante debido a la falta de iluminación del aeródromo. Jomiakova se había convertido en la primera mujer en derribar un Junkers Ju 88 en combate nocturno, gesta que fue ampliamente difundida por la prensa soviética, ávida de buenas noticias después de tantos meses de desastres. Además recibió una recompensa de 2000 rublos («Por orden del camarada Stalin»), fue ascendida de rango y enviada a Moscú para recoger de manos de Mijaíl Kalinin la Orden de la Bandera Roja. Después de destituirla de su puesto como comandante, Gromadin solicitó al general Osipenko que abriera una investigación sobre la muerte de Jomiakova, pero en lugar de hacerlo, este simplemente la transfirió a su personal. El nuevo comandante designado para el 586.º Regimiento fue Aleksandr Grídnev, un piloto recientemente liberado de la custodia de la NKVD por negarse a realizar un vuelo de escolta a Beria con mal tiempo.
En 1943 alcanzó el rango de teniente coronel y fue nombrada asistente del director del 4.º Departamento de la Administración Central de la Agencia de Defensa Aérea de la Unión Aduanera. En 1945 fue nombrada asistente del jefe del departamento de inteligencia del 1.er Ejército Aerotransportado de Defensa de Combate. En 1954 ingresó en la reserva y murió en Moscú dos años después; fue enterrada en el cementerio Preobrazhenskoe junto a su hermana la también piloto Militsa Kazárinova.

## Condecoraciones
A lo largo de su carrera militar Tamara Kazárinova recibió las siguientes medallas:
|  | Orden de Lenin, dos veces (1936 y 30 de abril de 1954)                              |
|  | Orden de la Bandera Roja (20 de junio de 1949)                                      |
|  | Orden de la Estrella Roja, dos veces (12 de junio de 1943 y 3 de noviembre de 1944) |
|  | Medalla por el Servicio de Combate                                                  |
|  | Medalla por la Victoria sobre Alemania en la Gran Guerra Patria 1941-1945 (1945)    |
|  | Medalla del 30.º Aniversario de las Fuerzas Armadas de la URSS (1948)               |